# René Montrion
René Montrion (ur. 7 sierpnia 1896 w Paryżu, zm. 28 czerwca 1918) – francuski as myśliwski z czasów I wojny światowej.

## Służba na początku I wojny światowej
Po wybuchu wojny René Montrion zaciągnął się do 108. Regimentu Piechoty i wziął udział w bitwach nad Marną i w Artois. We wrześniu 1916 złożył podanie o przeniesienie do lotnictwa. Po rozpoczęciu nauki pilotażu w listopadzie, uzyskał w lutym 1917 dyplom pilota. Po dwóch miesiącach otrzymał przydział do eskadry SPA 48.

## Służba jako pilot myśliwski
W kwietniu uzyskał pierwsze zwycięstwo, wspólnie z późniejszym asem, Armandem de Turenne'em i Jeanem Conanem. 21 września podczas powrotu z patrolu zauważył nad sobą samolot oznaczony czarnymi krzyżami. Natychmiast zanurkował w celu nabrania szybkości i wzniósł się świecą, atakując wrogi samolot od spodu, samemu będąc niewidocznym. Niemiecka maszyna rozbiła się koło Festieux – było to czwarte zwycięstwo Montriona.
30 września Montrion z de Turenne'em, podczas lotu patrolowego w rejonie Laon dostrzegli Albatrosa, którego zestrzelili po długiej walce. Chwilę później zobaczyli kolejne dwa samoloty, z którymi podjęli walkę. Jeden z Niemców zdołał uciec, ale drugiego zestrzelił Montrion swoim ulubionym sposobem – atakiem od spodu. Albatros rozbił się w okolicy lasu Pinon. Miesiąc później sam Montrion został zestrzelony w walce z siedmioma myśliwcami niemieckimi, ale zdołał wylądować na terenie alianckim, mimo pożaru zbiornika paliwa.
28 czerwca 1918 roku po ataku na balon obserwacyjny René Montrion został zestrzelony przez pilotów niemieckich Fokkerów i poniósł śmierć na miejscu.

## Odznaczenia
- Legia Honorowa – nominowany[1] ;
- Médaille militaire;
- Croix de Guerre (1914-1918)[1] .